# 1498년 휴가나다 지진
1498년 휴가나다 지진(일본어: 1498年日向灘地震 せんよんひゃくきゅうじゅうはちねん ひゅうがなだじしん[*])은 양력 1498년 7월 9일(메이오 7년 음력 6월 11일, 율리우스력 1498년 6월 30일) 일본 규슈 동부에 있는 휴가나다 해역에서 일어난 지진이다. 1498년 휴가 지진(일본어: 1498年日向地震)라고도 부른다. 또한 1498년 일어난 휴가나다 지진을 단순하게 '휴가나다 지진'이나 '휴가지진'이라고 부른다. 지진 규모는 M7.0-7.5로 추정된다.
규슈군기(九州軍記)에 따르면 묘각(6시경)에 지진이 일어났으며 사각(10시경)엔 대지진이 일어나 규슈 전역에 피해를 입었다고 기록되어 있다. 규슈에선 곳곳에서 산사태가 일어나고 벳푸시에선 사찰에서 폭발이 일어나 사원과 주지가 폭발력으로 날아가고 뜨거운 진흙더미가 분출하여 스님 수십명이 사망했다는 기록도 있다. 그 외에도 각지의 산사태로 도리이와 비석 대다수가 쓰러지거나 무너지고, 사망자가 많이 나왔다. 시코쿠의 이요국에서도 땅이 꺼지는 등의 지각변동이 있었다고 한다.
같은 날 미각-신각(15시경)에도 교토, 나라, 구마노, 미카와국, 가이국에 강진을 느꼈다는 기록이 있다. 도토미국에선 산사태가 일어나고 기이국과 미카와국에선 쓰나미 피해를 입었다는 기록이 있다.

## 난카이도 해역 지진 가능성
같은 날 기나이와 도카이도 지역에서 관측한 강진 및 쓰나미 기록이 휴가나다 지역에서 기록된 지진과 동일한 것이라면 지진 규모는 이보다 더 크며 진원지도 바뀌어야 한다. 또한 같은 날 중국 청나라의 상하이에서도 장강의 물이 거슬로 올라가고 범람하는 등의 현상이 관측되었는데 이는 1707년 호에이 지진 및 1854년 안세이 난카이 지진 당시에도 관측되었기 때문에 1498년의 지진도 난카이도 지진이었을 것이라는 주장도 있다. 지진 2달 반 후인 9월 20일(메이오 7년 8월 25일)에 일어난, 도카이 지진으로 추정되는 메이오 지진에 대응되는 난카이 지진일 가능성에 대한 주장도 나오고 있다.
한편, 1498년 지진이 난카이 지진이라는 주장에 대한 근거 중엔 사료의 무리한 해석도 존재하여 이에 대한 비판도 있다. 예를 들어, 상하이의 수면 진동 현상 관측은 1854년 안세이 난카이 지진 이틀 후인 호요 해협 지진에서도 관측되었던 현상이며 '규슈군기'의 설명 중에선 규슈 인근에서 일어난 필리핀해판 내의 판 내부 지진이라고 가정해도 기나이 지역에 큰 흔들림을 만들어낼 수 있다는 것이 밝혀졌다.

## 지진 존재에 대한 의심
도쿄 대학 지진연구소의 하라다 토모야 교수는 1498년 지진을 유일하게 담은 기록인 '규슈전기'가 지진이 일어난지 약 100여년 후에 작성된 것이며, 기술적인 내용을 볼 때 지진 피해를 입은 구체적인 피해 기록이 전혀 없으며 년도 배치 또한 시간순으로 되어 있지 않고 1505년 내용 이후 것이 끼어있는 등 내용에 오류가 많아 휴가나다 지진의 경우에는 창작일 가능성이 높다고 주장하였다.

## 같이 보기
- 메이오 지진
- 난카이 해곡 거대지진
- 연동형지진